# لسان
اللِّسَانُ لغةً اللِّسَانُ . - لِسَانُ واللِّسَانُ: جسم لحميّ مستطيل متحرك، يكون في الفم، ويصلح للتّذوُّق والبلع، وللنطق .[ مذكر وقد يؤنث ]. والجمع : ألسنة ، وألسُنٌ . ولُسُنٌ .واللِّسَانُ: اللغة. ورد في القرآن : سورة مريم﴿فَإِنَّمَا يَسَّرْنَاهُ بِلِسَانِكَ لِتُبَشِّرَ بِهِ الْمُتَّقِينَ وَتُنْذِرَ بِهِ قَوْمًا لُدًّا ۝٩٧﴾ [مريم:97] 
اللِّسَانُ علمياً هو عضو عضلي موجود داخل الفم يرتبط بالفك عبر سبع عشرة عضلة تؤمن له حركته وعمله، ويغلف سطح اللسان غشاء مخاطي تغطيه آلاف الحليمات الصغيرة التي تحتوي في أطرافها على نهايات عصبية بمثابة حاسة التذوق ويكون سطحه مبللاً باللعاب مما يبقيه رطبا۔

ويغطي سطح اللسان العديد من الحُليمات التي تنقسم إلى أربعة أنواع: الخيطية والكمئية والورقية والكأسية، وشرحها يلي أدناه.
كما يقسم اللسان إلى اربع مناطق للتذوق:
1- منطقة التذوق والإحساس بالاطعمة الحلوة مثل السكريات وبعض أنواع الأحماض الامينية وهذه المنطقة توجد في الطرف الامامي والثلث الأول من اللسان
2- منطقة تذوق الحوامض وتوجد في الجانبين الأيمن والأيسر من اللسان.
3- منطقة تذوق الموالح وتوجد في الطرف الامامي للسان.
4- أما المنطقة الرابعة والمسؤولة عن تذوق الاطعمة المرة فتوجد في الجزء الخلفي الثلث الأخير من اللسان.
وتتأثر حاسة التذوق بعوامل كثيرة منها وجود التهاب أو اضطراب في الجهاز التنفسي أو في حاسة الشم، وذلك يبدو واضحا عندما يصاب الإنسان بالزكام أو بانسداد في انفه لا يحس بطعم ما يتناوله وعندما تتأثر حاسة الشم عنده فان طعم ما يتناوله يصبح مرا، كما تؤثر درجة حرارة الاكل الذي نتناوله على حاسة التذوق فأنت لن تحس بطعم اللحم المشوي أو البطاطس المقلية إذا كانت باردة كما أن التوابل والفلفل الأسود أو الأحمر (الشطة) تسبب احساسا محرقا في اللسان يؤثر على تذوقنا لطعم ما نتناوله.
فعمل اللسان متنوع، من تحريك للطعام، مضغ، بلع، تذوق، وتكلم۔
ينقسم السطح الفم العلويُ إلى ثلثين أماميين داخل الفم، ثلث الخلفي بلعومي، ويقسم الجزئين شق ذو شكل V۔

أما عضلات اللسان فمنها الداخلية الواقعة داخله بالكامل، بينما تربطه العضلات الخارجية بأعضاء الجسم الأُخر؛ العضلات الداخلية تقلّب اللسان حسب الكلام أو البلع، فهي تجعله أطول أو أقصر، منحنياً أو مستقيماً۔\
اما العضلات الخارجية فترجع اللسان إلى أصله أو تحركه عبرَ الفم۔ العضلات الخارجية تبدأ من أماكن خارج اللسان وتمتد حتى اللسان لتلتصق به؛ أربعة أزواج من العضلات الداخلية وأربعة ازواج من العضلات الخارجية۔

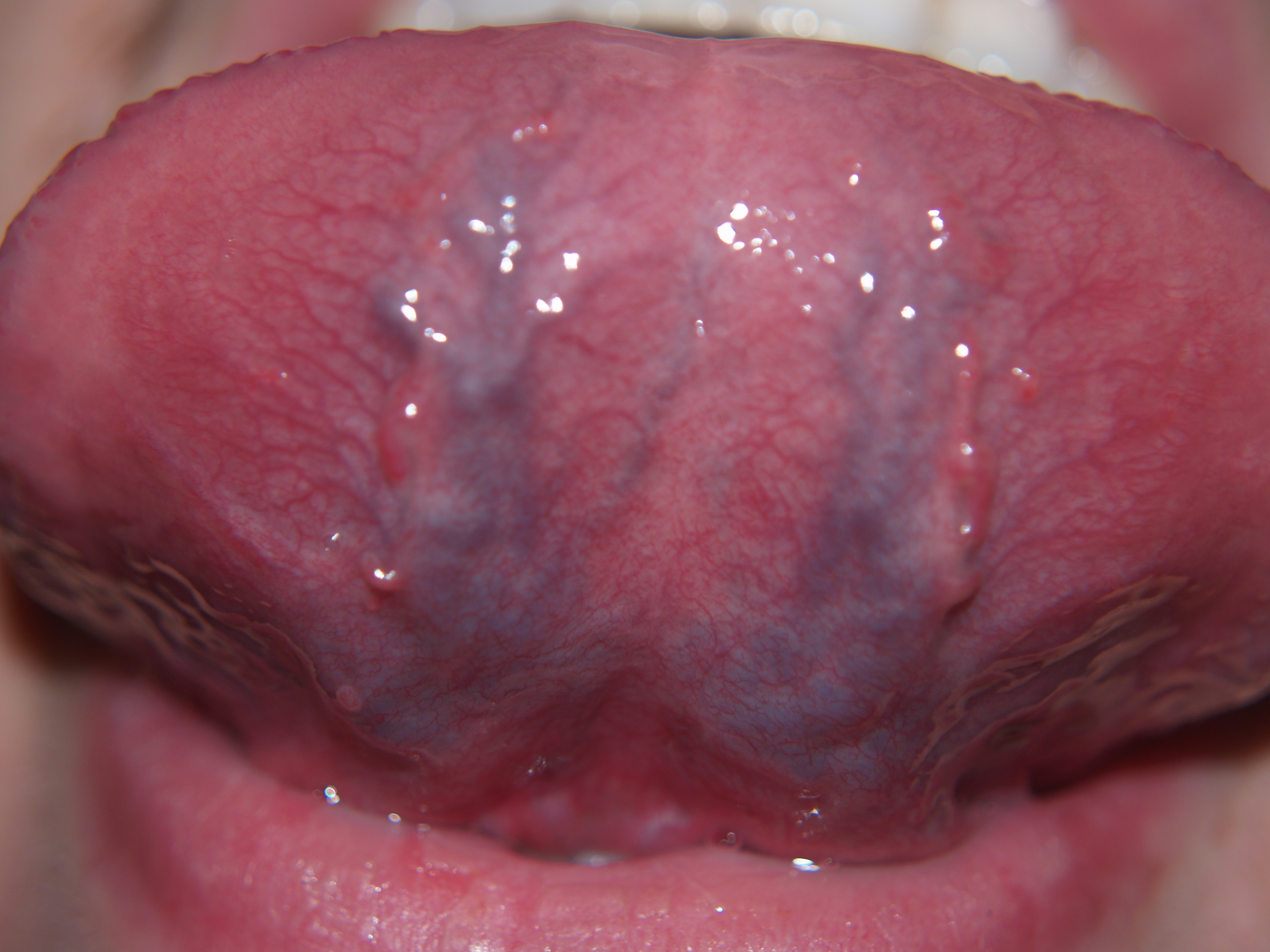
الجانب السفلي للسان الإنسان

## الحُلَيمات
الحليمات هي ارتفاعات في الظهارة وفي الصفيحة المخصوصة من الطبقة المخاطية من اللسان (وهي الطبقة الأولى من طبقات اللسان، أما الظهارة والصفيحة المخصوصة فهما جزءان فرعيان منها)، وتقسم إلى أربعة أنواع:
الحليمات الخيطية: تكون بشكل مخروط ممدود، وهي كثيرة العدد منتشرة على سطح اللسان. وتكون مُتَقَرِّنة (مغطاة بالقرتين = keratin) ولا تحتوي براعم تذوق.
الحليمات الكمئية: هذه الحليمات تشبه الكمأ (الفطر) في أن لها سويقة رفيعة، يعلوها جزء علوي أوسع منها، تحتوي براعم تذوق، وتوجد مبعثرة بين الحليمات الخيطية.
الحليمات الورقية: غير متطورة كثيراً في الإنسان، ولها حواف متوازية وأتلام، موجودة في الجانب الظهراني الجانبي من اللسان وتحتوي براعم تذوق
الحليمات الكأسية: عددها 7-12 حليمة، السطح العلوي منها يعلو الحليمات الأخرى، وهي موزعة في منطقة V. تقوم العديد من الخلايا المصلية بصب إفرازاتها في الشق المحيط بالحليمة، كما أن الشكل الخندقي للشق المحيط بالحليمة يلعب دوراً هاما في الإبقاء على تدفق السوائل لتبقى محيطة ببراعم التذوق الموجودة عليها. هناك خلايا أخرى تقوم بإفراز الليباز(lipase) وصبه في تلك المنطقة لتمنع تكون طبقة كارهة للماء (hydrophobic layer)؛ فهي تقوم بإزالة بقايا الطعام الموجودة هناك حتى تتمكن الحليمة من ممارسة عملها في التذوق. هذا الليباز يساهم في إكمال عملية الهضم في المعدة فهو يمكن أن يهضم حتى 30% من ثلاثي الغليساريد الموجود في الغذاء. هناك خلايا مشابهة وظيفياً للخلاية المصلية التي تم الحديث عنها آنفاً، وهي الخلايا المخاطية اللعابية، وهي موجودة في مناطق أخرى من التجويف الفموي كمقدم اللسان مثلاً.

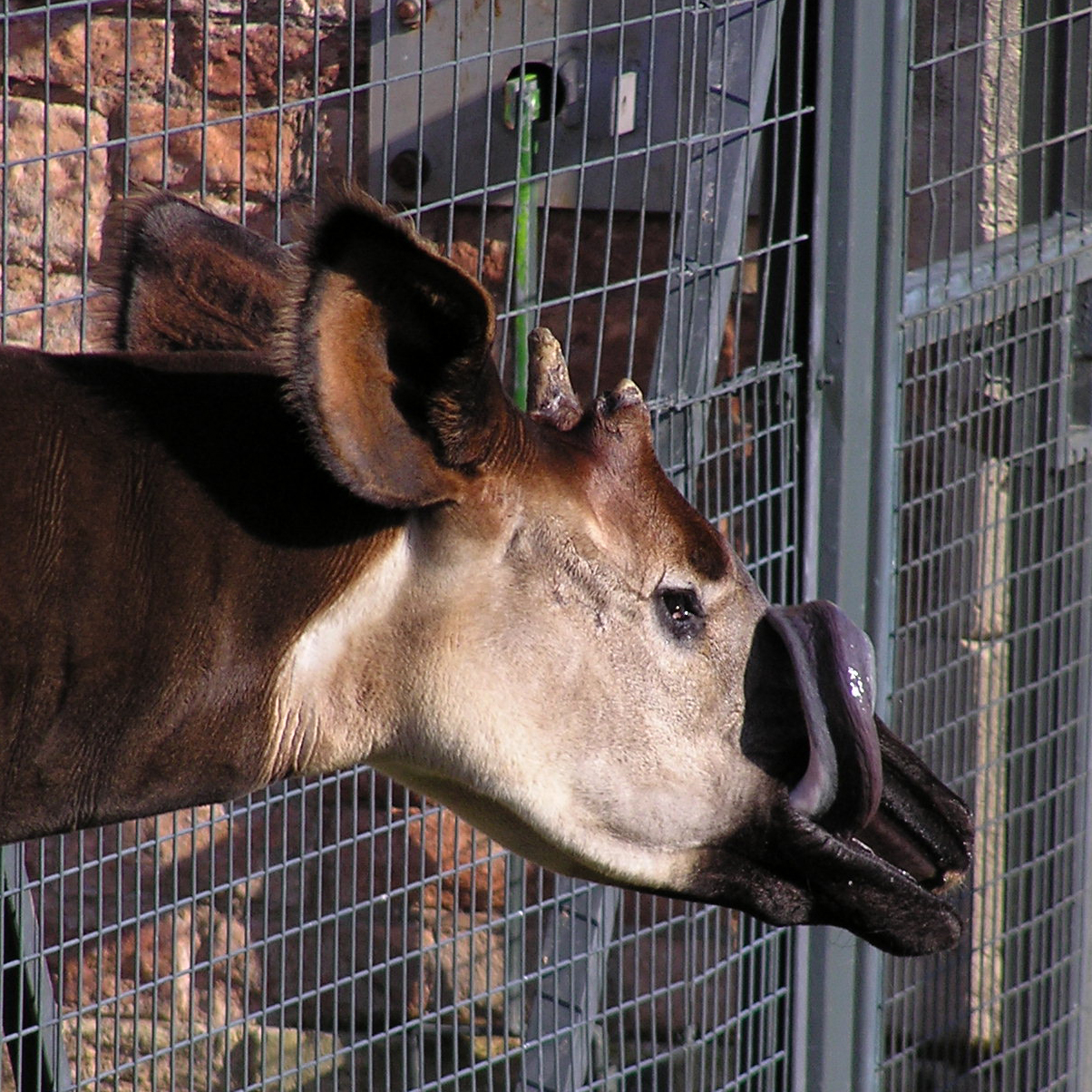
حيوان الأكاب ينظف خطمه بلسانه.

## اللسان في عمليَّة التصويت
نَسَبَ القدماء النطق إلى هذا العضو بصفة خاصَّة، فهو مرن وكثير الحركة في الفم عند النطق، وهو ينتقل من وضع إلى آخر.
قسَّمه علماء الأصوات إلى ثلاثة أقسام:
- أوَّل اللسان بما في ذلك طرفه أي رأسه.
- وَسَط اللسان.
- أقصى اللسان.

## معرض صور

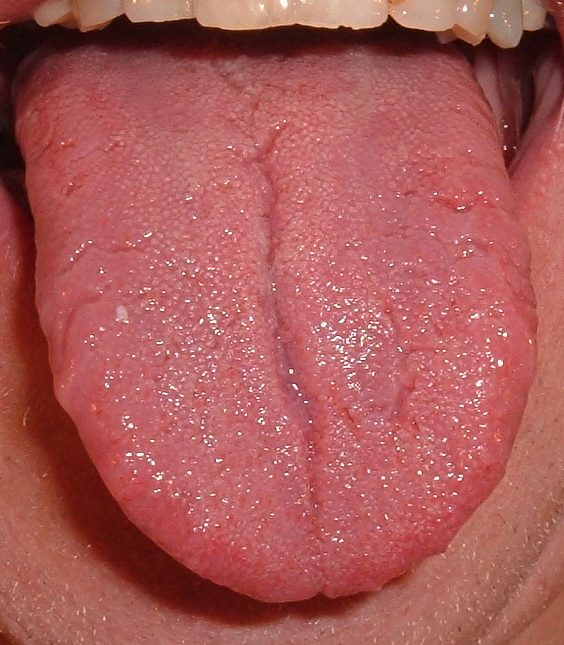
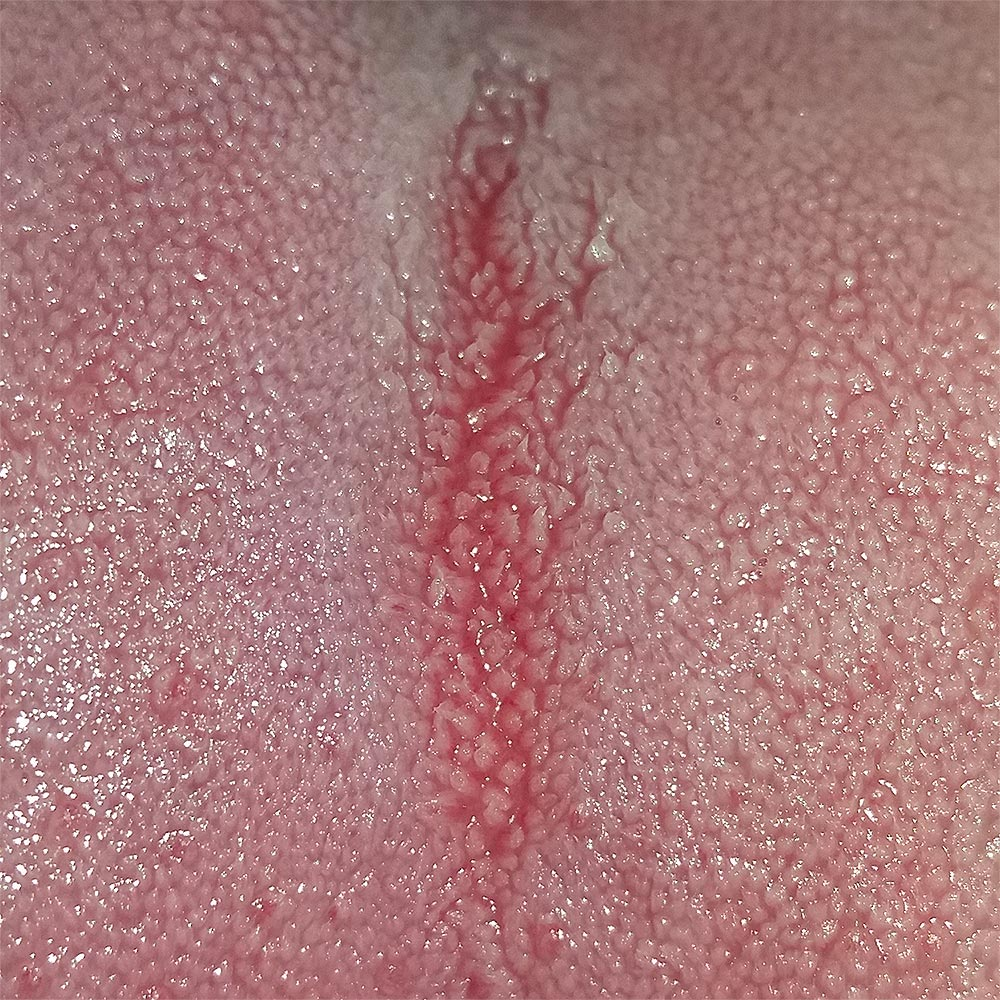
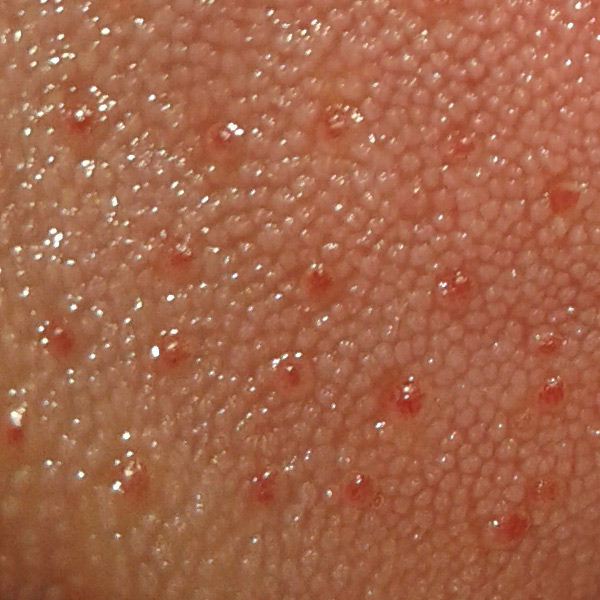